# Anemone quinquefolia
Anemone quinquefolia es una anémona que florece al comienzo de la primavera. Pertenece al género Anemone, dentro de la familia Ranunculaceae, y es nativa de Norteamérica. Se denomina comúnmente anémona de bosque. 

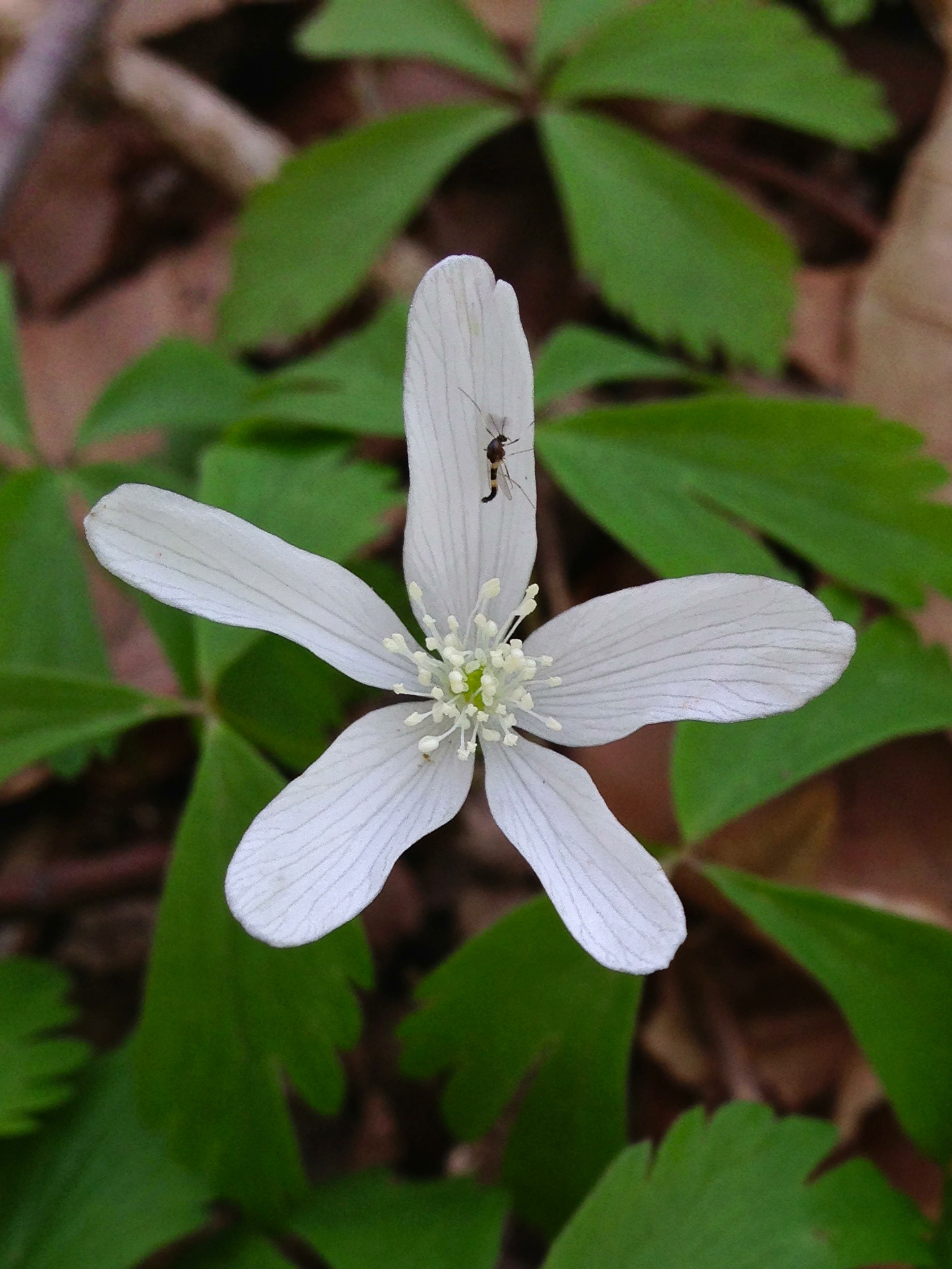
Vista de la planta con flor

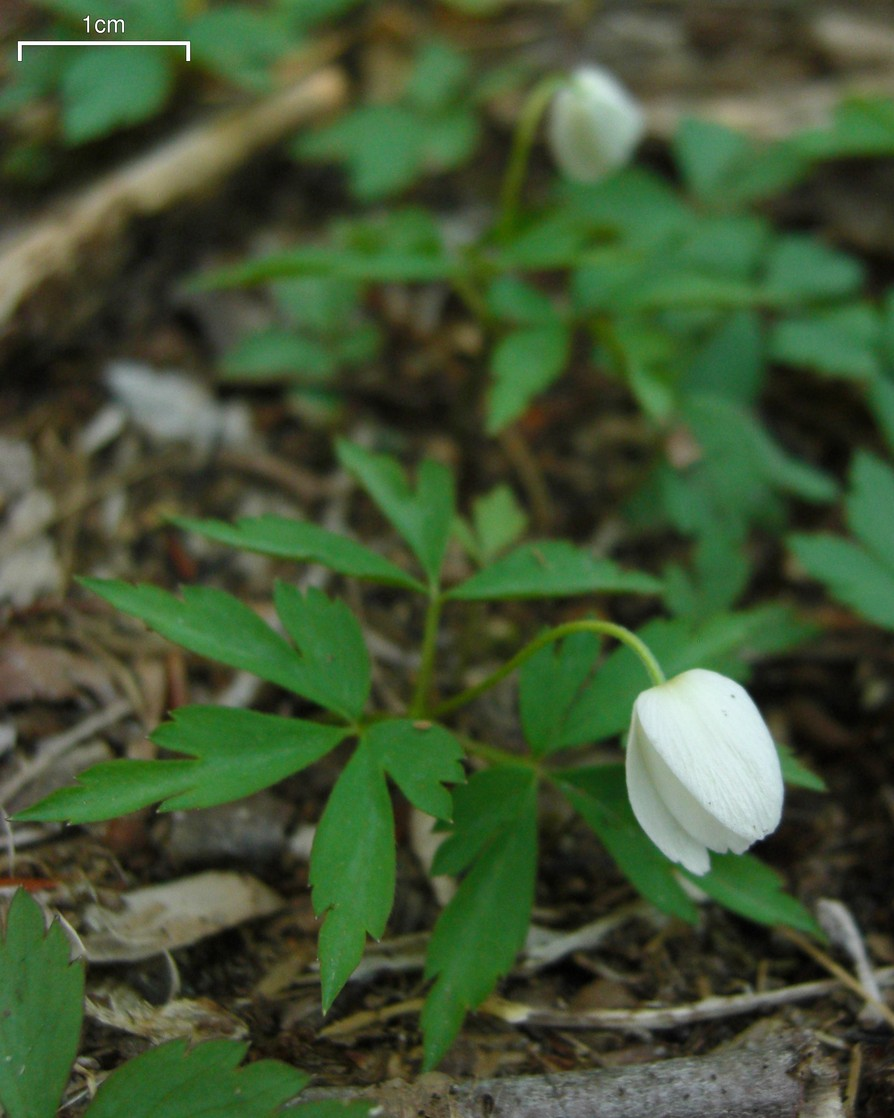
Vista de la planta

## Descripción
Es una planta herbácea perenne, que alcanza a principios de la primavera los 10-30 cm de altura, a mediados del verano desaparece la parte aérea pero sigue desarrollándose bajo tierra gracias a sus raíces parecidas a rizomas. Los rizomas le permiten expandirse rápidamente por los suelos de los bosques donde cubren extensas áreas como una alfombra.
Las flores son de 1-2.5 cm de diámetro, con cinco (ocasionalmente cuatro, o de seis a nueve) segmentos parecidos a pétalos  (en realidad son tépalos). Las flores son blancas, comúnmente con pinceladas rosadas.

## Taxonomía
Anemone quinquefolia, fue descrita  por Carlos Linneo y publicado en Species Plantarum 1: 541, en el año 1753.
Etimología
El nombre del género Anemone viene del griego ἄνεμος (anemos, que significa viento), por una antigua leyenda que dice que las flores sólo se abren cuando sopla el viento. 
quinquefolia: epíteto latíno que significa "con cinco hojas".
Sinonimia
- Anemonanthea quinquefolia (L.) Nieuwl.
- Anemone pedata Raf.
- Anemonoides quinquefolia (L.) Holub
- Nemorosa quinquefolia Nieuwl.[3]

var. minima (DC.) Frodin
- Anemone minima DC.
- Anemonoides minima (DC.) Holub[4]

var. quinquefolia
- Anemone nemorosa var. quinquefolia (L.) Pursh
- Anemone quinquefolia var. bifolia Farw.[5]